# Real Saragossa
Real Saragossa – hiszpański klub piłkarski, grający obecnie w Segunda División i mający siedzibę w Saragossie, stolicy Aragonii. Domowe mecze rozgrywa na stadionie La Romareda, który może pomieścić niespełna 34 tysięcy widzów. Zespół Realu raz wywalczył wicemistrzostwo Hiszpanii oraz sześciokrotnie zdobywał Puchar Króla. Osiągał także sukcesy w europejskich pucharach: w 1995 roku wygrał Puchar Zdobywców Pucharów, a w 1964 roku wygrał Pucharu Miast Targowych.

## Sukcesy
- Wicemistrz Hiszpanii: 1974/1975
- Mistrz Segunda División: 1977/1978
- Puchar Króla: 1964, 1966, 1986, 1994, 2001, 2004
- Puchar Miast Targowych: 1964
- Puchar Zdobywców Pucharów: 1995

## Historia
Real Saragossa powstał 18 marca 1932 roku w wyniku połączenia dwóch klubów Iberia SC i Real Zaragoza CD. Zdobywca Pucharu Miast Targowych (poprzednika Pucharu UEFA) i Pucharu Zdobywców Pucharów, sześciokrotny zdobywca Pucharu Króla, nigdy jednak nie zdobył mistrzostwa. 